# Danhatchia
Danhatchia là một chi thực vật có hoa trong họ Lan.